# Porrhothele antipodiana
Porrhothele antipodiana är en spindelart som först beskrevs av Charles Athanase Walckenaer 1837.  Porrhothele antipodiana ingår i släktet Porrhothele och familjen Hexathelidae. Inga underarter finns listade i Catalogue of Life.